# 7 nm
7 nm (рус. 7 нм) — маркетинговое название технологии для производства микросхем. Основывается на технологии FinFET (fin field-effect transistor), разновидности технологии MOSFET с несколькими затворами. В Международном плане по развитию полупроводниковой технологии 7-нам-технологический процесс упомянут как технология MOSFET, следующая за 10-нанометровым процессом.
Микросхемы памяти SRAM на основе 7-нм технологического процесса (емкость 256 Мбит) были выпущены в июне 2016 г. фабрикой Taiwan Semiconductor Manufacturing Company (TSMC) под названием N7, второй стала Samsung с технологическим процессом 7LPP в 2018 году. Первым 7-нм-мобильный процессор, предназначенный для массового использования на рынке, стал Apple A12 Bionic, он был объявлен на мероприятии Apple в сентябре 2018 года. Хотя Huawei анонсировала свой собственный 7-нм процессор Kirin 980 еще до Apple, 31 августа 2018 года, A12 раньше поступил в продажу. Оба чипа производятся компанией TSMC.
AMD выпустила свои процессоры «Rome» (EPYC 2) для серверов и центров обработки данных на техпроцессе TSMC N7, они содержат до 64 ядер, а также потребительские настольные процессоры «Matisse» с 16 ядрами и 32 потоками (вычислительные кристаллы выполнены на 7 нм, кристалл ввода-вывода на более крупном процессе). Серия Radeon RX 5000 также основана на технологическом процессе TSMC N7.
Появившись в 2009 году, термин «7 нм» стал коммерческим названием в маркетинговых целях, которое указывает на новые поколения технологических процессов без какого-либо отношения к реальным размерам транзисторов, шагу проводников или расстояниями между ними. Для сравнения, 10-нм процессы TSMC и Samsung (10 LPE) находятся где-то между 14-нм и 10-нм процессами Intel по плотности транзисторов.

### Иммерсионная литография в сравнении с EUV
| Процесс                                                 | Иммерсионный (≥ 275 пластин/ч) | EUV (1500 пластин в день) |
| ------------------------------------------------------- | ------------------------------ | ------------------------- |
| Слой с однократным паттернингом: 1 день на изготовление | 6000 пластин в день            | 1500 пластин в день       |
| Слой с дабл-паттернингом: 2 дня на изготовление         | 6000 пластин/2 дня             | 3000 пластин/2 дня        |
| Слой с трипл-паттернингом: 3 дня на изготовление        | 6000 пластин/3 дня             | 4500 пластин/3 дня        |
| Слой с квад-паттернингом: 4 дня на изготовление         | 6000 пластин/4 дня             | 6000 пластин/4 дня        |

Из-за того, что в настоящее время инструменты иммерсионной литографии работают быстрее, мультипаттернинг по-прежнему используется для большинства слоев. На слоях, требующих четырехкратного нанесения рисунка, производительность иммерсионной технологии сопоставима с EUV. Итого, иммерсионная технология часто производительнее даже при многократном нанесении рисунка.

### 7-нм технологические узлы и технологические предложения
Названия технологических узлов четырёх разных производителей (TSMC, Samsung, SMIC, Intel) частично продиктованы маркетингом и напрямую не связаны с каким-либо измеримым расстоянием на чипе: например, 7-нм узел TSMC похож по некоторым ключевым параметрам на запланированный Intel 10-нм узел (первоначальный вариант). Затем Intel улучшила техпроцес и переименовала самый совершенный из них, называемый ранее «10-нм усовершенствованный SuperFin», в «Intel 7» по маркетинговым соображениям.
Поскольку использование EUV для процесса 7 нм все ещё очень ограниченно, мультипаттернинг по-прежнему сильно сказывается на стоимости и производительности; а EUV дополнительно усложняет процесс. Разрешение для большинства критических слоев по-прежнему достигается множественным нанесением рисунка. Например, для 7-нм Samsung, даже с одинарными слоями EUV с шагом 36 нм, слои с шагом 44 нм все равно требуют применения квад-паттернинга.

## 7-нм-технологические процессы на рынке
|                                           | Samsung | Samsung            | TSMC | TSMC | TSMC                                               | TSMC                                            | Intel                             | SMIC                                                                | SMIC                                                                   | SMIC                       |
| ----------------------------------------- | --- | ------------------ | --- | --- | -------------------------------------------------- | ----------------------------------------------- | --------------------------------- | ------------------------------------------------------------------- | ---------------------------------------------------------------------- | -------------------------- |
| Название процесса                         | 7LPP | 6LPP               | N7 | N7P | N7+                                                | N6                                              | Intel 7                           | N+1 (>7 nm)                                                         | N+2 (>7 nm)                                                            | 7 nm EUV                   |
| Плотность транзисторов (MTр/мм2)          | 95,08–100,59 | Неизвестно         | 91,2–96,5                                                                                                 | 91,2–96,5                                                                                                 | 113,9                                              | 114,2                                           | 100,76–106,1                      | Неизвестно                                                          | Неизвестно                                                             | Неизвестно                 |
| Размер одной ячейки SRAM                  | 0,0262 мкм2 | Неизвестно         | 0,027 мкм2                                                                                                | 0,027 мкм2                                                                                                | Неизвестно                                         | Неизвестно                                      | Неизвестно                        | Неизвестно                                                          | Неизвестно                                                             | Неизвестно                 |
| Шаг затвора транзистора                   | 54 нм | Неизвестно         | 54 нм | 54 нм | Неизвестно                                         | Неизвестно                                      | 54 нм                             | Неизвестно                                                          | Неизвестно                                                             | Неизвестно                 |
| Шаг ребра транзистора                     | 27 нм | Неизвестно         | — | — | Неизвестно                                         | Неизвестно                                      | 34 нм                             | Неизвестно                                                          | Неизвестно                                                             | Неизвестно                 |
| Высота ребра транзистора                  | Неизвестна | Неизвестно         | — | — | Неизвестно                                         | Неизвестно                                      | 53 нм                             | Неизвестно                                                          | Неизвестно                                                             | Неизвестно                 |
| Минимальный шаг металлических проводников | 46 нм | Неизвестно         | 40 нм | 40 нм | <40 нм                                             | Неизвестно                                      | 30 нм                             | Неизвестно                                                          | Неизвестно                                                             | Неизвестно                 |
| Объём применения EUV                      | На металле с шагом 36 нм; 20 % от общего набора слоев                                                                                              | Неизвестно         | Нет, используется self-aligned quad patterning (SAQP, самовыравнивающийся 4-х-компонентный рисунок)       | Нет, используется self-aligned quad patterning (SAQP, самовыравнивающийся 4-х-компонентный рисунок)       | 4 слоя                                             | 5 слоёв                                         | Нет. Интенсивно задействован SAQP | Нет                                                                 | Нет                                                                    | Да (после N+2)             |
| Скорость, ограниченная EUV                | 1500 пластин в день | Неизвестно         | — | — | ~1000 пластин в день                               | Неизвестно                                      | —                                 | Неизвестно                                                          | Неизвестно                                                             | Неизвестно                 |
| Мультипаттернинг (≥ 2 масок на слое)      | Ребра транзисторов, гейты, переходные отверстия (дабл-паттернинг), металлический слой 1 (трипл-паттернинг), металл с шагом 44 нм (квад-паттернинг) | Неизвестно         | Ребра транзисторов, гейты, контакты/переходные отверстия (квад-паттернинг), нижние 10 металлических слоёв | Ребра транзисторов, гейты, контакты/переходные отверстия (квад-паттернинг), нижние 10 металлических слоёв | Так же, как N7, с уменьшением на четырёх EUV-слоях | Так же, как N7, с уменьшением на пяти EUV-слоях |                                   | Мультипаттернинг DUV                                                | Мультипаттернинг DUV                                                   | Неизвестно                 |
| Статус выпуска                            | 2018: опытное производство, 2019: производство | 2020: производство | 2017: опытное производство, 2018: производство                                                            | 2019: производство                                                                                        | Да2018: опытное производство 2019: производство    | Да2020: опытное производство 2020: производство | Да2021: производство              | Апрель 2021: опытное производство, массовое производство неизвестно | Конец 2021: опытное производство, тайное производство с июля 2021 года | Отложено из-за эмбарго США |